# Nestrašovice
Nestrašovice (en allemand : Nestraschowitz) est une commune du district de Příbram, dans la région de Bohême-Centrale, en République tchèque. Sa population s'élevait à 60 habitants en 2020.

## Géographie
Nestrašovice se trouve à 5,5 km à l'est du centre de Březnice, à 14,5 km au sud de Příbram et à 65 km au sud-ouest de Prague.
La commune est limitée par Starosedlský Hrádek et Tušovice au nord, par Svojšice à l'est, par Mirovice et Myslín au sud et par Počaply et Březnice à l'ouest.

## Histoire
La première mention écrite de la localité date de 1359.

## Transports
Par la route, Nestrašovice se trouve à 6 km de Březnice, à 20 km de Příbram et à 73 km de Prague.